# Samurai Warriors 4
Samurai Warriors 4, conhecido no Japão como Sengoku Musou 4 (戦国無双4, Sengoku Musō 4), é um jogo do estilo hack and slash desenvolvido pela Omega Force e publicado pela Koei Tecmo Holdings para PlayStation 4, PlayStation 3 e PlayStation Vita. O jogo foi anunciado oficialmente na SCEJA Conferência de Imprensa em setembro de 2013 com versões para PlayStation Vita e PlayStation 3 e foi lançado em 20 de março de 2014 no Japão, após o lançamento uma versão para PlayStation 4 foi anunciada e foi lançada em 4 de setembro de 2014 no Japão. O jogo também foi lançado para PlayStation 4, PlayStation 3 e PlayStation Vita em 21 de outubro de 2014 nas Américas e 24 de outubro de 2014 na Europa. O jogo foi feito para comemorar o décimo aniversário da série. Uma nova versão do jogo, Sengoku Musou 4-II (戦国無双4-II Sengoku Musō 4-II) foi lançada em 11 de fevereiro de 2015 no Japão e em 29 de setembro de 2015 na América para Playstation 4, Playstation 3 e Playstation Vita.